# 斑籽属
斑籽属（学名：Baliospermum）是大戟科下的一个属，为灌木或茎基部木质。该属共有约6种，分布于印度、马来西亚。